# Championnat de Malte de football 1950-1951
Navigation
Saison précédente Saison suivante
La saison 1950-1951 de First Division Maltaise était la trente-sixième édition de la première division maltaise.
Lors de cette saison, le Floriana FC a conservé son titre de champion face aux sept meilleurs clubs maltais lors d'une série de matchs se déroulant sur toute l'année.
Les huit clubs participants au championnat ont été confrontés à deux reprises aux sept autres.
Le Floriana FC a été sacré champion de Malte pour la quatorzième fois.

## Les huit clubs participants
| Club                 | Stade             | Capacité | Ville      |
| -------------------- | ----------------- | -------- | ---------- |
| Floriana FC          | -                 | -        | Floriana   |
| Hamrun Spartans      | Victor Tedesco    | 6 000    | Hamrun     |
| Paola Hibernians FC  | Hibernians Ground | 8 000    | Paola      |
| Luqa St. Andrew's FC | -                 | -        | Luqa       |
| Sliema Wanderers FC  | Guze Fava Ground  | 4 000    | Sliema     |
| St. George's FC      | -                 | -        | Bormla     |
| St. Patrick FC       | -                 | -        | Zabbar     |
| La Vallette FC       | -                 | -        | La Valette |

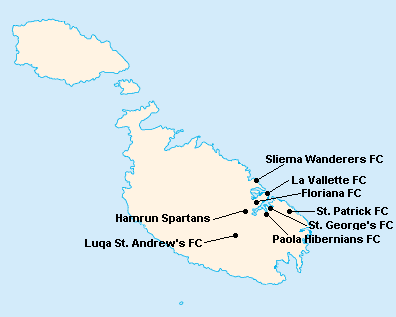
Localisation des clubs engagés dans le championnat.

L'île de Malte étant relativement petite, les clubs évoluent tous au stade National Ta'Qali (17 400 places). Certain cependant ont leur propre enceinte qu'ils peuvent éventuellement utiliser.

## Compétition

### Classement
| Rang | Équipe                  | Pts | J  | G  | N | P  | Bp | Bc | Diff |
| ---- | ----------------------- | --- | -- | -- | - | -- | -- | -- | ---- |
| 1    | Floriana FC (T)         | 23  | 14 | 10 | 3 | 1  | 37 | 12 | +25  |
| 2    | Paola Hibernians FC     | 20  | 14 | 9  | 2 | 3  | 21 | 12 | +9   |
| 3    | La Vallette FC          | 18  | 14 | 8  | 2 | 4  | 38 | 13 | +25  |
| 4    | Sliema Wanderers FC (C) | 18  | 14 | 8  | 2 | 4  | 25 | 11 | +14  |
| 5    | Hamrun Spartans         | 15  | 14 | 7  | 1 | 6  | 30 | 14 | +16  |
| 6    | St. George's FC         | 11  | 14 | 5  | 1 | 8  | 18 | 32 | -14  |
| 7    | St. Patrick FC (P)      | 6   | 14 | 3  | 0 | 11 | 12 | 50 | -38  |
| 8    | Luqa St. Andrew's FC    | 1   | 14 | 0  | 1 | 13 | 8  | 45 | -37  |

| Légende : Qualifications et relégations | Légende : Qualifications et relégations                                                     |
| --------------------------------------- | ------------------------------------------------------------------------------------------- |
|                                         | Relégation en Second Division Maltaise                                                      |
|                                         | (T) : Tenant du titre 1949-1950 (P) : Promu en 1949-1950 (C) : Vainqueur du Trophée Rothman |

## Bilan de la saison
| Tableau d'Honneur       |                     |
| Compétition             | Vainqueur           |
| First Division Maltaise | Floriana FC         |
| Trophée Rothman         | Sliema Wanderers FC |

| Promotions et relégations            |                      |
| Relégués en Second Division Maltaise | Luqa St. Andrew's FC |
| Promus de Second Division Maltaise   | Rabat FC             |